# 中国滑雪协会
中国滑雪协会是中华人民共和国滑雪运动从业者组成的全国性体育组织，由中华全国体育总会领导，成立于1981年，会址位于北京市。